# Dasylechia atrox
Dasylechia atrox là một loài ruồi trong họ Asilidae. Dasylechia atrox được Williston miêu tả năm 1883. Loài này phân bố ở vùng Tân Bắc giới.